# Caparacena
Caparacena es una localidad y pedanía española perteneciente al municipio de Atarfe, en la provincia de Granada, comunidad autónoma de Andalucía. Está situada en la parte septentrional de la comarca de la Vega de Granada. Cerca de esta localidad se encuentran los núcleos de Pinos Puente y Parque del Cubillas.

## Historia
Perteneció al señorío de Antonio Álvarez de Bohorques, consejero de Hacienda durante el reinado de Felipe IV y ejemplo de funcionario ennoblecido de la Monarquía Hispánica. Próxima al embalse de Cubillas, Caparacena fue un municipio independiente hasta que, en 1972, se fusionó con Atarfe.

## Demografía
| Gráfica de evolución demográfica de Caparacena entre 1842 y 1970 |
| |
| Población de derecho según los censos de población del INE Población de hecho según los censos de población del INEEntre el censo de 1981 y el anterior, este municipio desaparece porque se integra en el municipio Atarfe |